# Bagnara di Romagna
Bagnara di Romagna (romanyol nyelven Bagnêra) település Olaszországban, Emilia-Romagna régióban, Ravenna megyében. Lakosainak száma 2392 fő (2023. január 1.). Bagnara di Romagna Cotignola, Lugo, Mordano, Imola és Solarolo községekkel határos.

## Népesség
A település népességének változása:
| Lakosok száma | 2432 | 2439 | 2392 |
|               | 2017 | 2018 | 2023 |